# Viladecans
Viladecans ist eine Stadt in der Comarca Baix Llobregat (Provinz Barcelona), Spanien. Sie liegt zwischen Sant Boi de Llobregat, Sant Climent de Llobregat, El Prat de Llobregat und Gavà. Sie gehört zur Metropolregion Àrea Metropolitana de Barcelona.

## Städtepartnerschaften
- Saint-Herblain (Frankreich) seit 1992

## Einzelnachweise

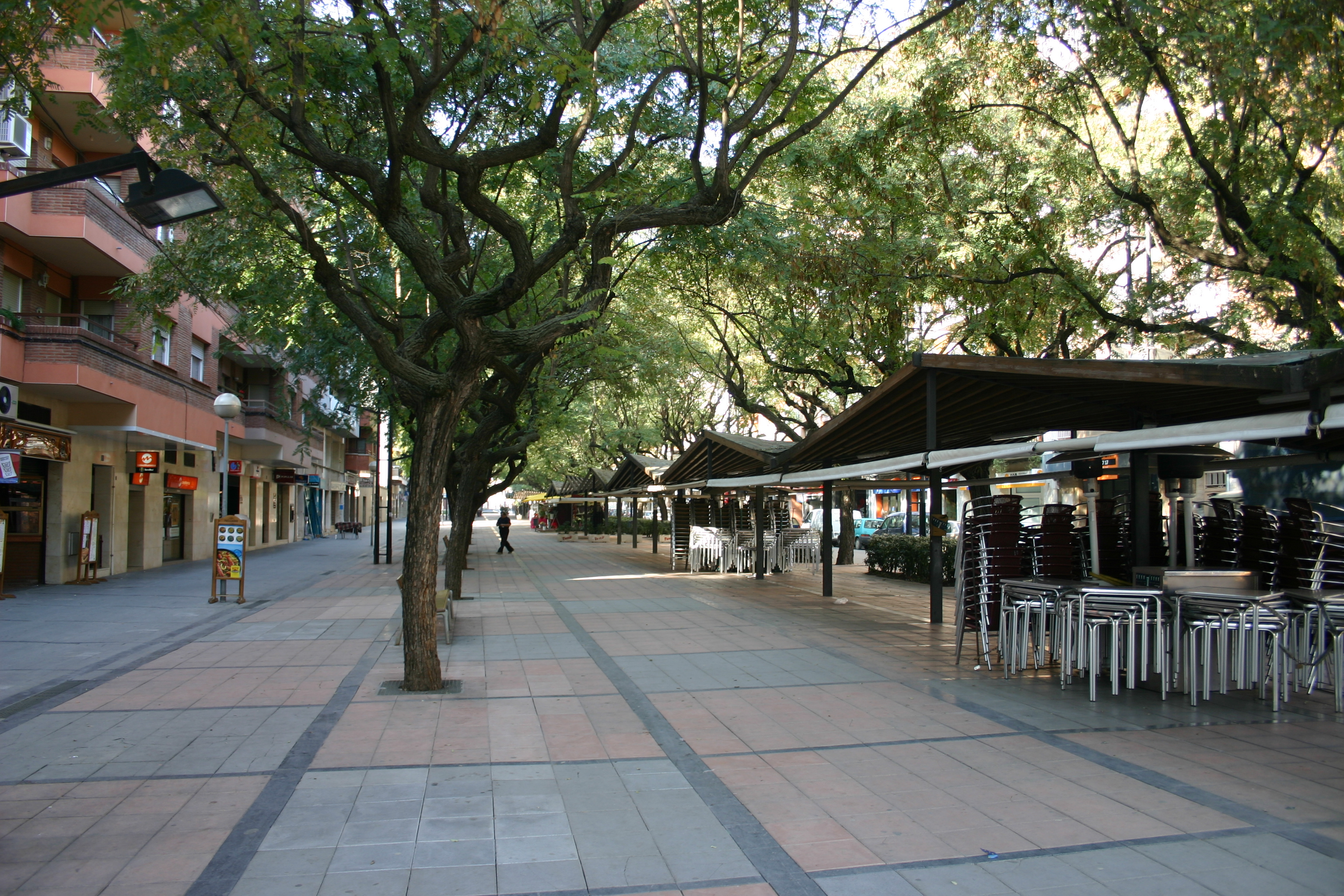
Rambla in Viladecans
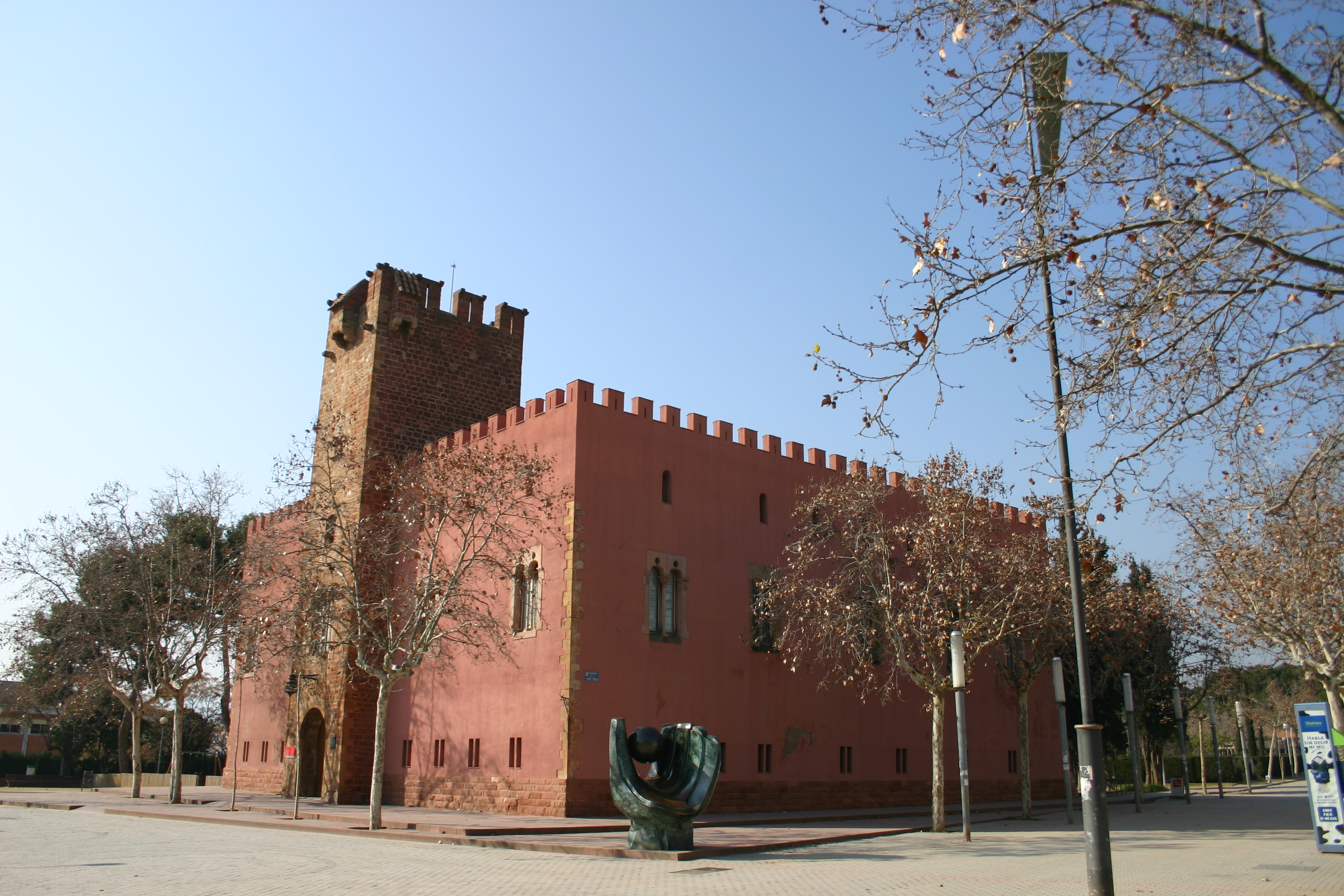
Die Torre Roja in Viladecans

## Söhne und Töchter der Stadt
- Mireia García (* 1981), Schwimmerin